# Kuksa
 (août 2020).

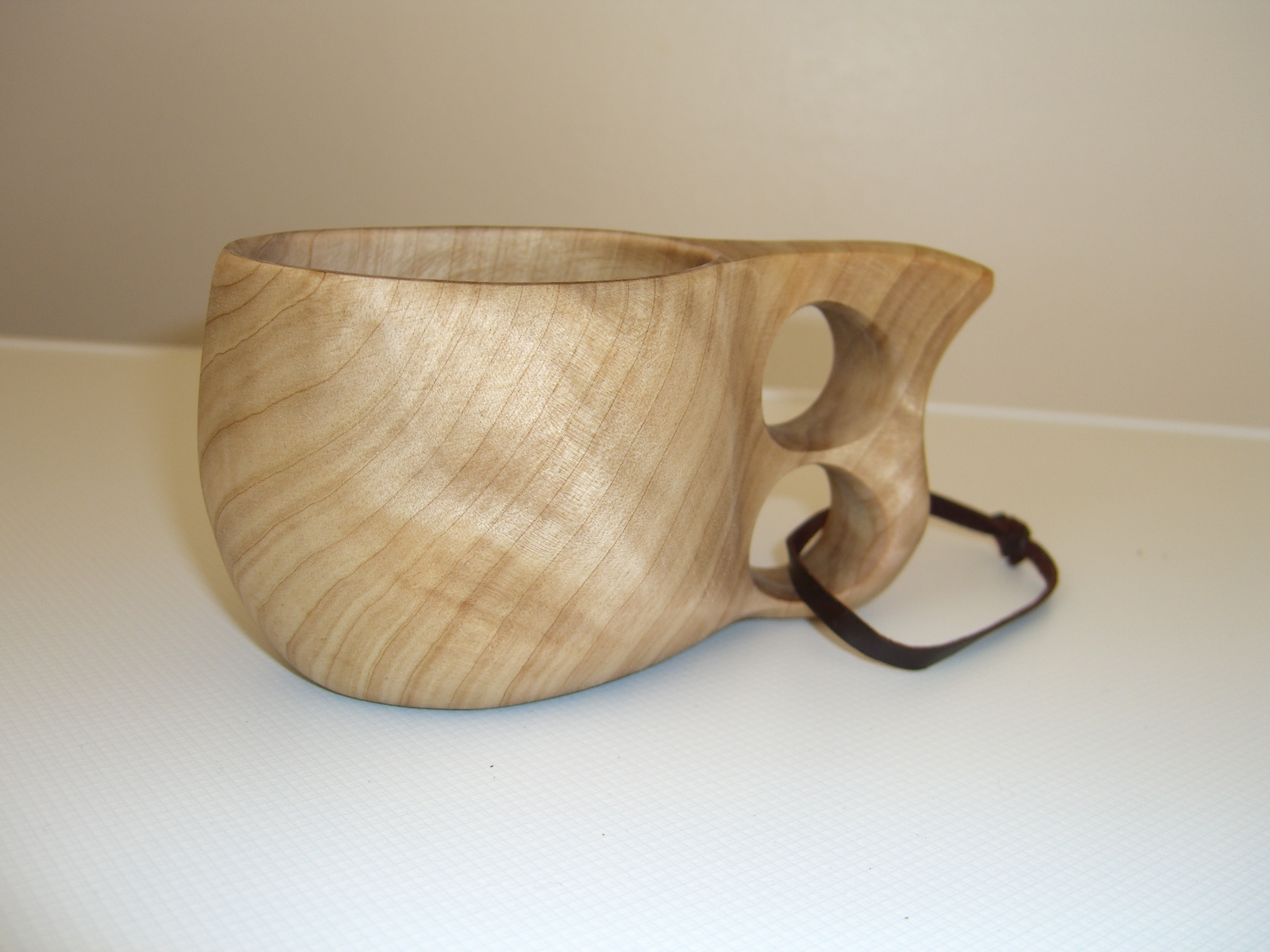
La kuksa

La kuksa est une tasse de bois, de préférence évidée dans un  broussin (ou loupe).Elle est traditionnellement fabriquée en Laponie. On l'utilise en randonnée ou comme objet décoratif.

## Fabrication
La kuksa est traditionnellement évidée dans un broussin de bouleau, mais d'autres bois peuvent convenir. Le broussin de bouleau étant rare, on la fait généralement avec du bois de bouleau normal.

## Nettoyage
Pour nettoyer la kuksa, utiliser une serviette mouillée ou la rincer à l'eau sans détergent qui abimerait le bois. Selon une croyance lapone, si on lave sa kuksa, on perd sa chance ; il suffit de la rincer dans un ruisseau.